# Le Collier perdu de la colombe
Le Collier perdu de la colombe és una pel·lícula franco-italiana-tunisiana dirigida per Nacer Khemir, filmada el 1990 i estrenada el 1991.
És la segona pel·lícula d'una trilogia, iniciada per Les Baliseurs du désert (1984) i acabada per Bab'Aziz, le prince qui contemplait son âme (2005).

## Argument
La pel·lícula s'obre amb una cita de Jacques Berque: 
| « | Andalusia sempre comença de nou, en portem dins nostre tant la runa amuntegada com l'esperança incansable. | » |

De fet, la pel·lícula està inspirada en l'Andalusia musulmana del segle x i l'univers poètic d'Ibn Hazm, autor d'El collar de la coloma.
En aquest conte de Nacer Khemir, Ezzine és el missatger de l'amor: aquest nen porta les cartes que intercanvien els amants. Encara espera el retorn del seu pare, i només ell sap que el seu mico, Haroun, és un príncep transformat. El jove Hassan aprèn cal·ligrafia i somnia l'amor. Un dia, salva una pàgina d'una història del foc, on apareix la princesa de Samarcanda.

## Repartiment
- Navin Chowdhry (Hassan)
- Walid Arakji (Ezzine)
- Nina Esber (Aziz)
- Noureddine Kasbaoui (Calligraphe)
- Jamil Joudi (Giaffar)[1]
- Mohamed Mourali (Maalem)

## Distincions
- Premi especial del jurat al Festival de Locarno, 1991
- Gran Premi al Festival de Cinema de Belfort Entrevues, 1991
- Premi especial del jurat al Festival Francòfon de Saint-Martin[5]